# Велика награда Бразила 2008.
Велика награда Бразила 2008. године је била трка у светском шампионату Формуле 1 2008. године која се одржала на аутомобилској стази у Бразилу, 2. новембра 2008. године.
Победник је био Фелипе Маса, другопласирани Фернандо Алонсо, док је трку као трећепласирани завршио Кими Раиконен.